# برنت (آلاباما)
برنت  شهری است در ایالت آلاباما در کشور آمریکا.

## مکان
برنت در موقعیت () قرار دارد.
با توجه به اطلاعات اداره آمار آمریکا مساحت آن در حدود ۲۲٫۶ کیلومترمربع است.

## مردم‌شناسی
با توجه به آمار سال ۲۰۰۰ جمعیت آن ۴۰۲۴ نفر، ۱۱۵۰ خانواده در آن ساکن هستند.
تعداد ۱۲۷۴ واحد خانه در هر مساحت تقریبی (۵۶،۴akm²) قرار دارد.
۲۱،۱% درصد از خانواده‌های فرزند زیر ۱۸ سال داشتند که از این تعداد ۴۴،۲% درصد زوج بوده و ۲۰،۳% درصد زنان بدون شوهر و ۳۲،۲% درصد نیز غیر خانواده بودند.
متوسط درآمد یک خانواده در حدود ۳۴،۳۷۵ دلار آمریکا است و زنان درآمد متوسط ۲۸،۳۵۱ دلار آمریکا و مردان درآمد متوسط ۲۰،۶۰۲ دلار آمریکا بدست می‌آورند.